# Bojčinovci
Bojčinovci (búlgaro: Бойчиновци) é uma cidade da Bulgária, localizada no distrito de Montana. A sua população era de 1,648 habitantes segundo o censo de 2010.

## População
| Bojčinovci | Bojčinovci | Bojčinovci | Bojčinovci | Bojčinovci | Bojčinovci | Bojčinovci | Bojčinovci | Bojčinovci | Bojčinovci | Bojčinovci | Bojčinovci | Bojčinovci | Bojčinovci | Bojčinovci | Bojčinovci | Bojčinovci | Bojčinovci | Bojčinovci | Bojčinovci |
| --- | ---------- | ---------- | ---------- | ---------- | ---------- | ---------- | ---------- | ---------- | ---------- | ---------- | ---------- | ---------- | ---------- | ---------- | ---------- | ---------- | ---------- | ---------- | ---------- |
| Ano | 1887       | 1910       | 1934       | 1946       | 1956       | 1965       | 1975       | 1985       | 1992       | 2001       | 2002       | 2003       | 2004       | 2005       | 2006       | 2007       | 2008       | 2009       | 2010       |
| População |            |            |            | …          | …          | …          | 3,250      | 2,521      | 2,428      | 2,070      | 2,016      | 1,970      | 1,916      | 1,858      | 1,812      | 1,764      | 1,710      | 1,692      | 1,648      |
| Fontes: Instituto Nacional de Estatísticas, „citypopulation.de“, „pop-stat.mashke.org“, Bulgarian Academy of Sciences |            |            |            |            |            |            |            |            |            |            |            |            |            |            |            |            |            |            |            |